# Bolivar (Pennsilvània)
Bolivar és una població dels Estats Units a l'estat de Pennsilvània. Segons el cens del 2000 tenia 501 habitants.

## Demografia
Segons el cens del 2000, Bolivar tenia 501 habitants, 200 habitatges, i 148 famílies. La densitat de població era de 1.074,7 habitants per quilòmetre quadrat.
Dels 200 habitatges en un 24,5% hi vivien nens de menys de 18 anys, en un 64% hi vivien parelles casades, en un 4,5% dones solteres, i en un 26% no eren unitats familiars. En el 24,5% dels habitatges hi vivien persones soles el 16,5% de les quals corresponia a persones de 65 anys o més que vivien soles. El nombre mitjà de persones vivint en cada habitatge era de 2,45 i el nombre mitjà de persones que vivien en cada família era de 2,85.
Per edats la població es repartia de la següent manera: un 18,2% tenia menys de 18 anys, un 9% entre 18 i 24, un 22,6% entre 25 i 44, un 30,1% de 45 a 60 i un 20,2% 65 anys o més.
L'edat mediana era de 45 anys. Per cada 100 dones de 18 o més anys hi havia 94,3 homes.
La renda mediana per habitatge era de 30.268 $ i la renda mediana per família de 35.682 $. Els homes tenien una renda mediana de 25.341 $ mentre que les dones 13.438 $. La renda per capita de la població era de 13.551 $. Entorn del 4,2% de les famílies i l'11,7% de la població estaven per davall del llindar de pobresa.

## Poblacions més properes
El següent diagrama mostra les poblacions més properes.